# مکوم
مکوم (به هلندی: Makkum) یک منطقهٔ مسکونی در هلند است که در سودوست-فریسلان واقع شده‌است. مکوم ۳٬۴۶۰ نفر جمعیت دارد.